# Wolfgang Bartholomäus
Wolfgang Bartholomäus (* 21. Januar 1934 in Osnabrück; † 14. Juli 2008) war ein deutscher katholischer Theologe und Hochschullehrer.

## Leben und Wirken
Wolfgang Bartholomäus studierte Katholische Theologie, Philosophie und Pädagogik an den Universitäten Frankfurt/M., Wien und München und promovierte 1971/1972 an der Universität München und wurde zum Priester geweiht. Bis 1975 war er dort als wissenschaftlicher Assistent tätig. Seit 1975 war er an der Eberhard Karls Universität Tübingen tätig, zunächst als Wissenschaftlicher Rat und außerplanmäßiger Professor. 1981 erhielt er eine Professor für Praktische Theologie (Schwerpunkt: Religionspädagogik und Kerygmatik) an der Katholisch-theologischen Fakultät der Universität Tübingen. Im Jahre 1988 wurde ihm wegen seiner vollzogenen Heirat durch die Katholische Kirche die „missio canonica“, also die Lehrbefugnis an dieser Fakultät entzogen. Bartholomäus wurde daraufhin durch die Universität Tübingen an die dortige Fakultät für Sozial- und Verhaltenswissenschaften versetzt. Bis zum Eintritt in den Ruhestand 1997 lehrte er am Institut für Erziehungswissenschaft im Bereich Religionspädagogik; außerdem beschäftigte er sich in seinen Veröffentlichungen eingehend mit Fragen der Sexualpädagogik.

## Veröffentlichungen (Auswahl)
- Evangelium als Information. Elemente einer theologischen Kommunikationstheorie am Beispiel der Osterbotschaft (= Studien zur praktischen Theologie, Bd. 1). Benziger, Zürich 1972, ISBN 3-545-21501-6 (Dissertation Universität München).
- Kleine Predigtlehre (= Religionspädagogik, Bd. 26). Benziger, Zürich 1974, ISBN 3-545-26084-4.
- (mit Alex Stock): Wissenschaftstheorie und Studienreform (= Studium Katholische Theologie, Bd. 3). Benziger, Zürich 1975, ISBN 3-545-26116-6.
- Christsein lernen. Von Anfang an (= Theologische Meditationen, Bd. 57). Benziger, Zürich 1981, ISBN 3-545-27057-2.
- Einführung in die Religionspädagogik. Wissenschaftliche Buchgesellschaft, Darmstadt 1983, ISBN 3-534-09055-1.
- Glut der Begierde – Sprache der Liebe. Kösel, München 1987, ISBN 3-466-36268-7.
- Unterwegs zum Lieben. Erfahrungsfelder der Sexualität. Kösel, München 1988, ISBN 3-466-36291-1.
- Lust aus Liebe. Die Vielfalt sexuellen Erlebens. Kösel, München 1993, ISBN 3-466-36389-6.
- Formungen und Verformungen der sexuellen Entwicklung durch religiöse Erziehung. In: Gunther Klosinski (Hrsg.): Religion als Chance oder Risiko. Entwicklungsfördernde und entwicklungshemmende Aspekte religiöser Erziehung. Huber, Bern 1994, S. 137–150, ISBN 3-456-82432-7.
- DerDieDas Andere geht mich an. Sexualität für Erziehung ethisch denken – in der Spur Emmanuel Lévinas’. Lang, Frankfurt/M. 2002, ISBN 3-631-50351-2.

Außerdem zahlreiche Aufsätze zur Religions- und Sexualpädagogik in Fachzeitschriften und Sammelbänden.